# Astragalus rusbyi
Astragalus rusbyi är en ärtväxtart som beskrevs av Edward Lee Greene. Astragalus rusbyi ingår i släktet vedlar, och familjen ärtväxter. Inga underarter finns listade i Catalogue of Life.